# Claudio Tognonato
Claudio Tognonato, né à Buenos Aires en 1954, est un sociologue et philosophe argentin, professeur à la faculté des sciences de la formation à l'Université de Rome III.

## Biographie
Étudiant à Buenos Aires et militant contre la dictature militaire en Argentine (1976-1983), Claudio Tognonato est recherché par la junte militaire dès 1976 pour ses activités politiques. Contraint à la clandestinité, il parvient à quitter l'Argentine pour l'Italie à l'aide de Enrico Calamai (it) qui lui fournit un passeport italien. Une fois établi en Italie, Tognonato reprend des études en sociologie et fait la rencontre de l'existentialisme à travers L'être et le néant. Une fois diplômé en sociologie et en philosophie il fait la rencontre de Franco Ferrarotti à qui il consacre un livre sous forme de recueil de conversations (Tornando a casa : conversazioni con Franco Ferrarotti).
Claudio Tognonato est à l'origine du Gruppo di Studi Sartriani à Rome. Il collabore depuis plus de vingt ans au journal Il Manifesto, principalement sur la situation en Argentine et sur la pensée  sartrienne.

## Publications
- Sartre contro Sartre (dir. avec Gabriella Farina), Cosmopoli, Bologne, 1996. (IT-FR)  (ISBN 978-88-86740-17-3)
- Tornando a casa. Conversazioni con Franco Ferrarotti, Edizioni Associate, Rome, 2003. (IT)  (ISBN 978-882670340-4)
- Il corpo del sociale, Liguori, Naples, 2006. (IT)  (ISBN 978-88-207-3981-2)
- Affari nostri. Diritti umani e rapporti Italia-Argentina (1976-1983) (dir.), Fandango, Rome, 2012. (IT)  (ISBN 978-88-6044-266-6)
- Le corps du social, L'Harmattan, Paris, 2014. (FR)  (ISBN 978-2-336-30719-0)
- Economia senza società Oltre i limiti del mercato globale, Liguori, Naples, 2014. (IT)  (ISBN 978-88-207-6421-0)

### Traductions
- Traduction italienne de l'ouvrage El vuelo d'Horacio Verbitsky : Il volo. Le rivelazioni di un militare pentito sulla fine dei desaparecidos, Fandango, Rome, 2008.  (ISBN 978-88-6044-091-4)
- Traduction espagnole de l'ouvrage Sartre contro Sartre (dir. Gabriella Farina et Claudio Tognonato) : Sartre contra Sartre, Ediciones del Signo, Buenos Aires, 2001.  (ISBN 987-98166-8-4)